# Черторый
Черторы́й (Черторо́й) — малая река в Центральном административном округе Москвы, левый приток Москвы-реки. С XIX века протекает в подземном коллекторе. В XVI веке ручей использовали для наполнения рва, который проходил вдоль стен Белого города.
Гидроним ручья означает быстрый поток, который прорыл себе ложе — «как будто чёрт рыл». Чертороями обычно называли овраги и глубокие ямы. У площади Пречистенские Ворота река протекала в глубокой долине, эта местность была известна с XIV века как Чертолье. В первой половине XVII века на берегу ручья находилась Чертольская слобода.
В настоящее время длина реки с временным водотоком в верховьях составляет 3,3—3,5 км, а длина постоянного течения — 1,4 км. Площадь водосборного бассейна равна 2,5 км²:258. Исток Черторыя располагался в Козьем болоте, недалеко от Патриаршего пруда. Река в коллекторе протекает на юго-восток вдоль улицы Спиридоновка, поворачивает на юг по Никитскому и Гоголевскому бульварам. Устье расположено у храма Христа Спасителя, к югу от Патриаршего моста. Правым притоком ручья является река Сивка.

## История и изменение русла
Исток ручья находился в Козьем болоте (одно из исторических названий местности в районе Патриарших прудов), из которого вытекали также притоки реки Пресни — Бубна и Кабанка (Кабаниха). На болоте, рядом с Патриаршей слободой, в 1683—1684 годов по инициативе патриарха Иоакима было устроено три пруда. Из них до нашего времени сохранился только один — Патриарший, остальные два были засыпаны в начале XIX века:258.
В древние времена Черторый протекал по дну глубокой долины между Ваганьковским холмом и Спольем, а далее среди болотистых берегов местности Черторье (после XIV века название трансформировалось в Чертолье), благодаря которым церковь Покрова, стоящая близ Пречистенских ворот, получила название «что на Грязи»:258.
В XVI—XVII веках через Черторый проходила дорога, по которой русские цари ездили из Кремля на богомолье в Новодевичий монастырь — Чертольская улица, переименованная в XVII веке в Пречистенку. Всего ручей пересекали три дороги (Никитская, Арбат и Пречистенка), для этого через него было сделано три моста:258.
Ручей Черторый в 1585—1593 годах при строительстве каменных стен и башен Белого города был направлен архитектором Фёдором Конем в ров, проходивший вдоль стены:258.
После того, как стена Белого города была разобрана, а ров засыпан, Черторый тек в канаве. Историк Москвы Пётр Сытин, основываясь на архивных данных, в середине XIX века писал: «В Белом городе и за ним даже большие ручьи, как, например, Черторый с Сивкой, текли открыто в обложенных досками или камнем канавах между мостовой и тротуаром. А большая часть ручьев текла открыто в своих естественных руслах». В тех местах, где Черторый и Сивку пересекали дороги, были сооружены трубы (на ширину дорог) — «…протоки уводились под землю только на местах пересечения их с большими улицами»:259.
В период между 1870 годом, когда начались массовые работы по устройству городских водостоков, и 1876 годом, когда был проведен дренаж Козьего болота, Черторый был заключён в коллектор высотой 1,5 метра на всем протяжении и полностью превращён в подземный. Исследователь В. Ю. Байбиков пишет, что в отчетах Московской городской думы о строительстве водостоков упоминается «Пречистенская сточная труба», работы по сооружению которой начались около 1870 года и закончились в 1873 году. По мнению автора, скорее всего, Пречистенская труба и Черторый на длительном участке — одно и тоже. Тем самым, автор предполагает, что первоначально коллектор Черторыя был местами каменный (кирпичный), местами деревянный и в 1886—1887 годах он был заменён бетонной трубой того же диаметра:259.
Ниже Пречистенских ворот ручей был спрятан под землю после 1873 года:259.
Среди всех известных на сегодня исторических планов Москвы только на плане 1813 года указан небольшой участок Черторыя — лоток в Соймоновском проезде:259.

## Топонимика
Название Черторой (Черторый) с XIX века объяснялось как быстрый поток, который прорыл себе протоку («как будто чёрт рыл»), а также как слово, обозначающее овраг, рытвину от воды:705. В Москве и других местностях на Руси овражистые формы рельефа ранее назывались чертороями, поскольку, согласно народным представлениям, в таких формах рельефа люди видели «происки нечистой силы»:258.
В честь Чертолья и Черторыя назван Чертольский переулок:258.
Иван Снегирёв в своей книге «Московские урочища, древние и новые» пишет: «Кроме разных именных оврагов, был ещё безымянный, глубокий, который ещё в XVIII в. тянулся от Тверских и до Пречистенских ворот и от дождей наполнялся водою; может статься, это был остаток речки Чёрной, упоминаемой летописями». Исследователь В. Ю. Байбиков считает, что здесь Снегирёв, говоря об овраге в районе Пречистенских ворот, скорее всего, подразумевает Черторый, поскольку ещё одного оврага, идущего вдоль Пречистенского бульвара, быть не могло:259.

## Гидрография
Современный маршрут ручья проходит под землей вдоль улицы Спиридоновки, затем по Никитскому и Гоголевскому бульварам, далее по Соймоновскому проезду (также на старых картах — Лесной проезд), и далее ручей впадает в Москву-реку рядом с Храмом Христа Спасителя. Слой насыпи над трубой достигает 4 м, а общее падение ручья — 34 м:258.